# Dansk Tekstillaug
Dansk Tekstillaug er et lav (laug) for tekstilhåndværkere i Danmark.
Det blev stiftet som et væverlaug den 30. april 1946 i Kunstindustrimuseets festsal (i dag Designmuseum Danmark). 
Det første væverlaugs bestyrelse bestod af Paulli Andersen, Agnete Dyssel, C.C. Findsen, Gerda Henning, Norbert Kahl, Augusta Kjær Mørck, Bente Myrner, Paula Trock og Gertie Wandel.
I 1963 blev stoftryk inddraget som disciplin og lauget stiftede navn til Stoftrykker og Væverlauget. Senere i 2011 blev også broderi optaget som disciplin og her skiftede lauget navn igen til det nuværende Dansk Tekstillaug -væv, tryk og broderi.

## Laugets forpersoner
- 1946-1977   Paulli Andersen og Hanne Sebbelov
- 1977-1985   Elise Marie Schmidt
- 1986-1988   Tove Bjerring Jensen
- 1988-1993   Nana Nissen
- 1993-2005   Et forretningsudvalg bestående bl.a. af: Lotte Møhl, Birte Henckel, Vibeke Jørgensen, Laila Nielsen, og Gyda Pedersen
- 2005-2014   Mette Lise Rössing
- 2014-2019   Kirsten Thomsen
- 2019-       Susanne Klose